# Austrotaxus spicata
Austrotaxus spicata je jehličnatá dřevina z čeledi tisovitých, jediný druh monotypického rodu Austrotaxus (česky někdy uváděn jako jihotis). Je endemitem Nové Kaledonie a jediným zástupcem čeledi na jižní polokouli.

## Popis

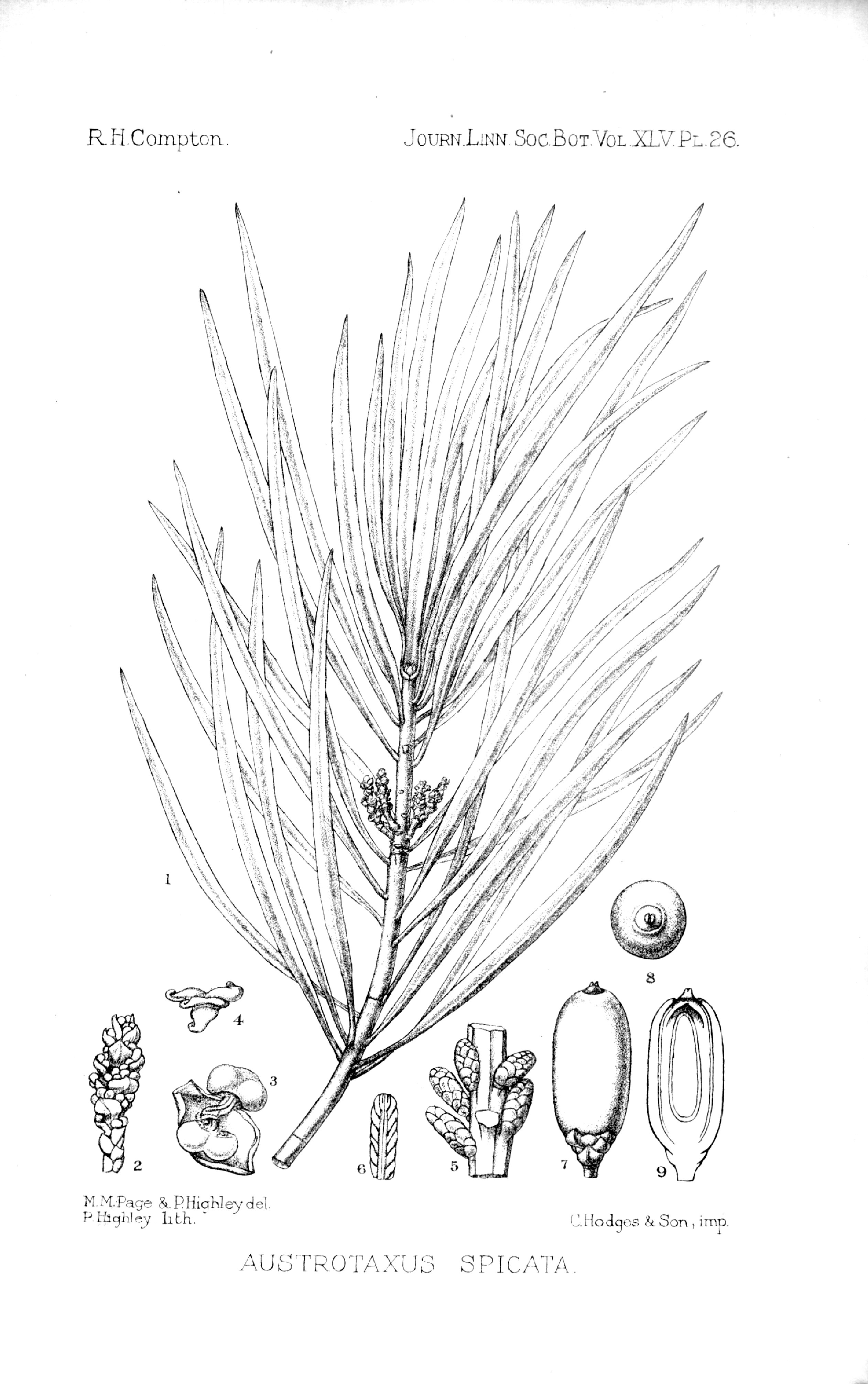
Botanická ilustrace

Obvykle dvoudomý, hustě větvený, stálezelený strom dorůstající výšky 3–25 m, zřídka též keřovitého vzrůstu. Vyznačuje se nápadně dlouhými jehlicemi, které jsou 5–10 cm dlouhé (na mladších rostlinách i více, až 17 cm) a 0,3–0,5 cm široké, na koncích se zvolna zužující, přičemž na vrcholu formují ostrou špičku, na bázi přecházejí v až 8 mm dlouhý řapík. Jsou tmavě leskle zelené, na spodní straně mají dvě světlejší řady průduchů, centrální žilka formuje na svrchní straně žlábek, na spodní vystouplé žebro. Hnědočervená borka se na dospělých stromech odlupuje v šupinách či plátech. Samčí šištice jsou 10–15 mm dlouhé, jehnědovitého tvaru, vyrůstají v úžlabí jehlic na bázi letorostů. Samičí šištice jsou koncové, na krátkých stopkách, obsahují několik sterilních a jednu fertilní semennou šupinu, která po anemogamním opylení dozrává v semenný útvar, dlouhý 20–25 mm. Semena jsou téměř celá obklopena oranžovým míškem (arilus) až na vyčnívající špičku a jsou rozšiřována ptáky.

## Rozšíření a ekologie
Druh se vyskytuje pouze na Nové Kaledonii a je jediným zástupcem čeledi tisovitých na jižní polokouli. Jeho evoluční historie dosud není uspokojivě vysvětlena, v minulosti byl pro své morfologické odlišnosti řazen i do samostatné monotypické čeledi. Roste jako příměs ve stinném podrostu vlhkých tropických lesů na severu a západě ostrova, včetně hadcového podloží, v nadmořských výškách 500–1350 m, kde je dostatek srážek; na jihu ostrova chybí. Není odolný vůči mrazu, což limituje jeho pěstování mimo tropické oblasti. Žádné jeho speciální využití, pro něž by mohl být pěstován, však není známo.

## Ohrožení
Červeným seznamem IUCN je řazen mezi druhy téměř ohrožené (NT), s celkovým počtem jedinců ve volné přírodě menším než 10 000 a rozptýleným do mnoha malých subpopulací. Jeho celková populace je však hodnocena jako stabilní, bez zřetelných negativních trendů, na celém území Nové Kaledonie je chráněn. Ohrožen může být nicméně zánikem či proměnou biotopů, v nichž roste, v souvislosti se současnou klimatickou změnou.